# Comme une bête (film)
Pour les articles homonymes, voir Comme une bête (roman).
Pour plus de détails, voir Fiche technique et Distribution.
Comme une bête est un film français de Patrick Schulmann, sorti en 1998.

## Synopsis
Léo a toujours vécu dans la jungle de Bornéo dans un orphelinat pour orangs-outangs qu'a créé son père. À la mort de ce dernier, Léo embarque sur un cargo, déclenche l'hostilité générale et débarque à Marseille, dans une France dont il ignore tout. Un clochard, Casimir, l'aide à survivre. Il échoue dans un hôpital psychiatrique où il rencontre une jeune femme, Rosa.
Il la courtise et ensemble, ils vont tenter de vivre leur amour envers et contre tout et tous. Et ce ne sont pas les difficultés qui manqueront. Malheureusement, la folie des uns s'ajoutant à la cruauté des autres empêcheront leur amour de perdurer au delà du générique de fin. Le garçon candide, mélomane et amateur de poésie du début s'est  mué en une bête féroce impitoyable, fort comme un Tarzan et assoiffé de vengeance envers tous ceux qui, croisant sa route, ont eu le malheur de le tromper ou de le malmener. Une fin sanglante dont le vernis humoristique qui émaille tout le film peine à cacher la violence et l'horreur.

## Fiche technique
- Scénario : Didier Dolna et Patrick Schulmann
- Décor : Olivier Raoux
- Production : Gilbert de Goldschmidt
- Durée : 130 minutes

## Distribution
- Sagamore Stévenin : Léo
- Marie Guillard : Rosa
- Richard Bohringer : Casimir
- Jean-Yves Lafesse : Raoul
- Agnès Soral : Claudia
- Olivier Carreras : Marco
- Gustave Parking : Leroux
- Patrick Bosso : Voisin
- Isabelle Doval : Voisine (comme Isabelle Dinelli)
- Jan-Luck Levasseur : Kevin
- Kamel Saleh : Khaled
- William Kinganga : Kent
- Philippe Nahon : Skaffar
- Daniel Eibeinder : Mathieu, le père
- Adama Ouédraogo : Mouss
- Nicolas Reggiani : Victor
- Nathalie Douce : Dany
- François Guerrar : Crazy DJ